# Ramphotyphlops bipartitus
Ramphotyphlops bipartitus es una especie de serpiente de la familia Typhlopidae.

## Distribución geográfica
Es endémica de la isla Tidore, en las Molucas (Indonesia).